# 安德鲁·阿格纽
安德鲁·阿格纽（英語：Andrew Agnew，出生名：英語：，1976年9月2日—）是一位苏格兰电视和舞台演员，演了不少儿童剧。他有时也担任导演。
他最有名的角色是在CBeebies电视台的BAFTA获奖节目Balamory中扮演PC Plum。